# Abaris basistriata
Abaris basistriata es una especie de escarabajo del género Abaris, familia Carabidae. Fue descrita científicamente por Chaudoir en 1874.
Se distribuye por Argentina, Bolivia, Brasil, Colombia, Paraguay, Perú y Venezuela. La especie se encuentra comúnmente en agroecosistemas y hábitats naturales, como por ejemplo, en refugios o centros de cultivo.